# Puchheim

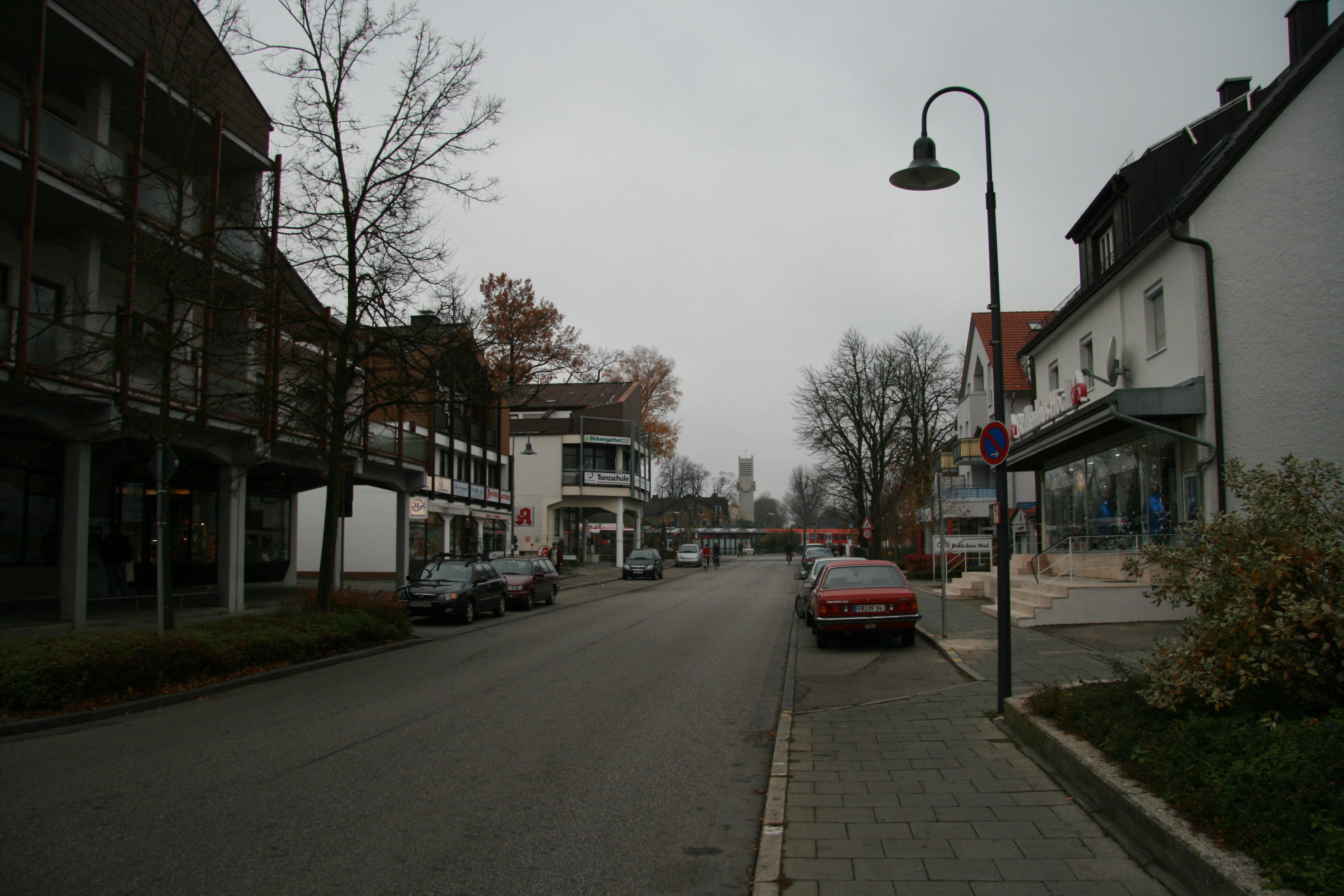
Zentrum von Puchheim-Bahnhof

Puchheim ist eine Stadt im oberbayerischen Landkreis Fürstenfeldbruck. Sie gliedert sich in den alten, eher ländlich geprägten Ortskern Puchheim Ort und das erst zu Beginn des 20. Jahrhunderts entstandene, vorstädtisch geprägte Puchheim Bahnhof. Die Gemeinde wurde mit Wirkung zum 17. Mai 2011 zur Stadt erhoben.

## Geographie

### Lage
Puchheim liegt im äußersten Osten des Fürstenfeldbrucker Landkreises, etwa 8 Kilometer östlich von Fürstenfeldbruck und 18 Kilometer westlich des Münchner Zentrums.

### Nachbargemeinden
Im Nordosten grenzt Puchheim direkt an Gröbenzell. Beide Orte gehen nahtlos ineinander über. Im Osten liegt die Stadt München, im Süden Germering. Im Südwesten liegt das Gemeindegebiet von Alling, im Westen Eichenau und im Norden Olching.

### Klima
Puchheim liegt im Übergangsbereich zwischen dem feuchten atlantischen und dem trockenen kontinentalen Klima. Weitere wesentliche wetterbestimmende Faktoren sind die Alpen als mitteleuropäische und die Donau als regionale Wetterscheide. Aufgrund dieser Konstellation ist das Wetter relativ wechselhaft. Der Föhn bringt das ganze Jahr hindurch aus südlicher Richtung immer wieder warme und trockene Luftströmungen nach Puchheim. Damit verbunden ist eine gute Fernsicht, so dass auch die Bayerischen Alpen deutlich zu sehen sind.

## Geschichte

### Siedlungsgeschichte
Erste Siedlungsspuren reichen in die Römerzeit zurück, aus der eine Villa rustica sowie Münzfunde um 15 v. Chr. belegt sind. Die urkundliche Ersterwähnung findet sich in Freisinger Kirchenurkunden zwischen 948 und 957 als Puohheim. 1494 wird der Verkauf eines Burgstalls von Puchheim an das Kloster Fürstenfeld erwähnt.
Das Gebiet des heutigen Puchheim Bahnhof war über die Jahrhunderte ein landwirtschaftlich kaum genutztes Niedermoor. Den Puchheimern diente diese Gegend lediglich als Fluchtort in Krisenzeiten. So vor allem in den Kriegsjahren 1808/1809 des Fünften Koalitionskriegs, als französische Truppen die Region plünderten. Ab 1840 wurde das Moor zunehmend für den Torfstich genutzt. In den 1870er Jahren begannen die umliegenden Bauern, Grünland zu gewinnen und Ackerland zu kultivieren. Gleichzeitig entstanden die ersten ständigen Niederlassungen durch so genannte Kolonisten.

#### Hausmüllverwertung (1898–1949)
1869/1870 entstand die Bahnlinie nach Memmingen. Eine erste Haltestelle für Vorortzüge wurde 1896 eingerichtet. Der 1899 begonnene Ausbau des Bahnhofs führte am 1. Mai 1900 zur vollen Ernennung für Güterverkehr und Ganzbetrieb. Die Bahnlinie war der entscheidende Wachstumsfaktor für den Ortsteil Puchheim Bahnhof. Bereits 1898 entstand mit der Hausmüllverwertung München GmbH einer der ersten Industriebetriebe im Landkreis. Für Teile der rund 200 Arbeiter wurden auch Unterkünfte gebaut.

#### Flugfeld Puchheim (1910–1914)

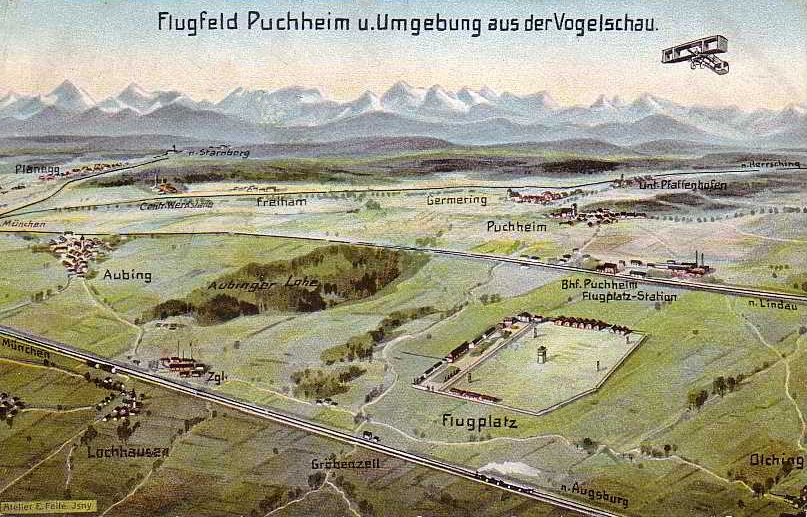
Ansichtskarte vom Puchheimer Flugplatz und Umgebung

Neben der Hausmüllfabrik prägte das Flugfeld Puchheim die Geschichte des Ortes zu Beginn des 20. Jahrhunderts. Als erster Flugplatz Bayerns wurde er von dem Münchner Verein „Akademie für Aviatik“ errichtet und am 22. Mai 1910 eröffnet. Zuvor hatte der Verein für rund 60.000 Reichsmark 38 ha Mooswiesengelände im Gebiet zwischen der heutigen Lager-, Birken- und Alpenstraße aufgekauft. Insgesamt wurden nach Angaben der Presse etwa 250.000 Reichsmark investiert, unter anderem für eine 4 km lange Betonmauer um das Gelände. Das Flugfeld hatte eine Ausdehnung von circa einem Quadratkilometer und verfügte über acht Flugzeugschuppen und eine Werkstatt. Eine 80 m lange hölzerne Startbahn diente als Starthilfe. Um den Ansturm an Besuchern bewältigen zu können, wurde der Bahnhof Puchheim erweitert, der rund einen Kilometer entfernt lag. Zu den Flugschauen kamen nach Angaben der Behörden, der Staatsbahn und der Presse bis zu 50.000 Besucher. Ein für 300 Personen berechnetes Restaurant auf dem Flugfeld diente zur Bewirtung der Gäste (Franziskaner-Leistbräu; Schottenhamel). Zusätzlich standen fünf große Zelte bereit, so dass insgesamt rund 3.000 Gäste bewirtet werden konnten. Vor allem die Vorführungen des französischen Kunstfliegers Adolphe Pégoud, der 1913 erstmals Loopings und Sturzflüge zeigte, waren Publikumsmagneten. Mit dem Ausbruch des Ersten Weltkriegs wurde das Flugfeld aufgegeben und im November 1915 von der Akademie verkauft. Militärisch wurde es nicht genutzt, wenngleich sich militärische Interessen auch hier beobachten lassen.

#### Kriegsgefangenenlager (1914–1920)

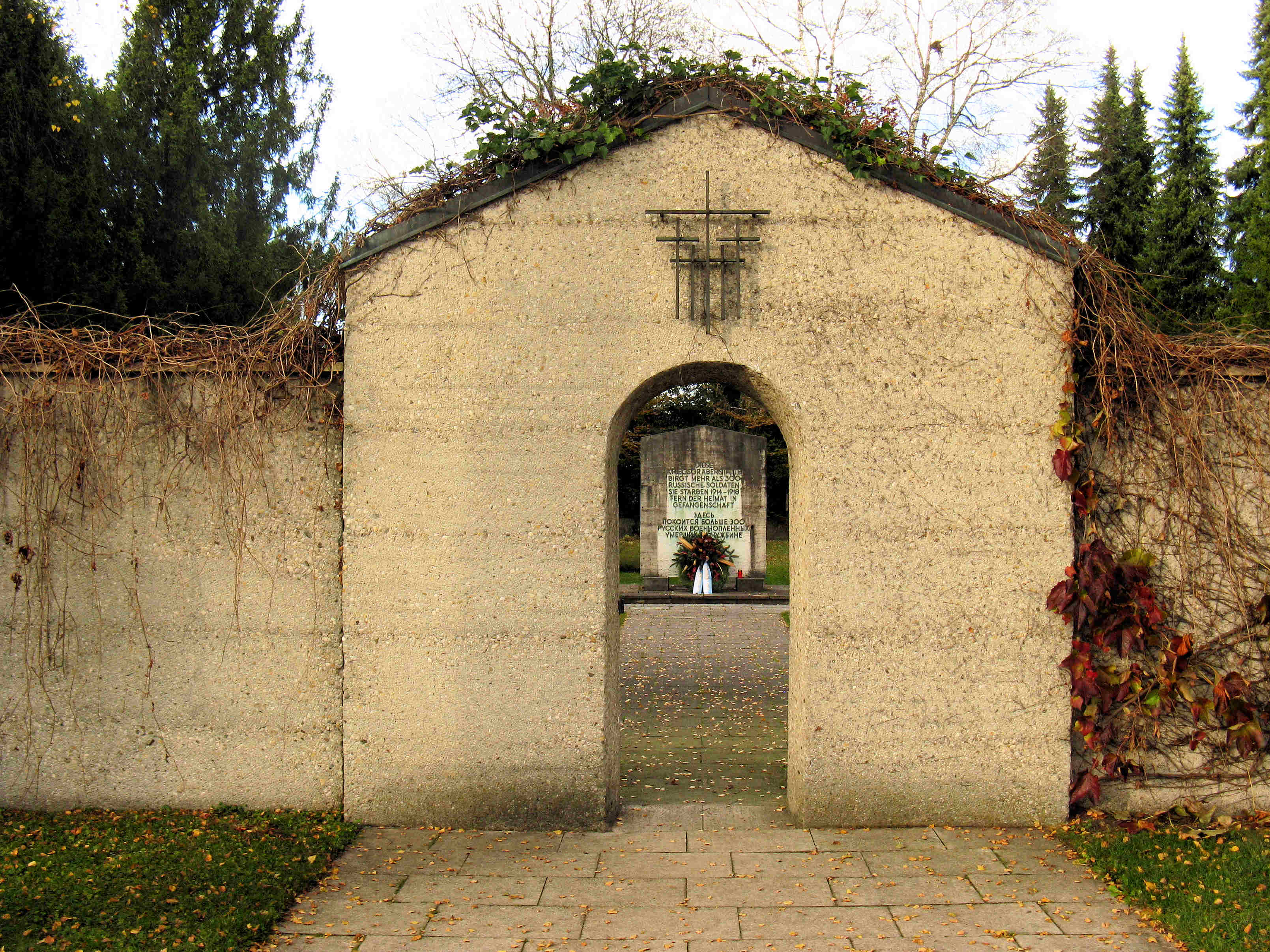
Russischer Friedhof an der Lagerstraße

Bereits im Oktober 1914 internierte man auf dem Gelände des ehemaligen Flugfeldes die ersten Kriegsgefangenen. Zwischen 700 und 850 Franzosen wurden in den Hangars einquartiert. Der Ausbau zum regulären Kriegsgefangenenlager erfolgte rasch. Schon im Folgejahr war Puchheim nach Grafenwöhr das zweitgrößte Lager in Bayern. Bis 1917 wurden insgesamt 40 Baracken sowie verschiedene Wirtschaftsgebäude errichtet. Am 21. August 1917 verzeichneten die Listen der Lagerleitung 16.141 Gefangene aus Frankreich, Russland, Italien und England. Die meisten wurden als Arbeitskräfte außerhalb des Lagers abgestellt. Im Puchheimer Gebiet legten sie mehrere Gräben an, um das Moor zu entwässern. Auch der heute noch vorhandene Mühlstetter Graben ist so entstanden. Darüber hinaus wurden die Gefangenen als Bergarbeiter bei Penzberg, beim Bau einer Acetonfabrik der Wacker-Chemie GmbH sowie in der Landwirtschaft eingesetzt. 1918 kamen russische Kriegsgefangene bei der Müllentsorgung in München zum Einsatz. Zum Zeitpunkt des Waffenstillstands von 1918 war das Lager mit 24.764 Gefangenen (davon 14.072 Russen und 10.692 Franzosen) sowie einer 3.800 Mann starken Wachmannschaft deutlich überbelegt. Die Auflösung erfolgte mit der Rückführung der letzten Gefangenen erst 1920.
Zwischen 1915 und 1919 starben insgesamt 585 Gefangene, alleine etwa 350 davon zwischen November 1918 und Februar 1919 an der Spanischen Grippe. Während französische Verstorbene nach dem Krieg in ihre Heimat überführt wurden, verblieben die Gebeine von 321 Russen auf dem so genannten Russenfriedhof in der Lagerstraße. Am 17. Oktober 1917 besuchte der Apostolische Nuntius Eugenio Pacelli das Lager.

### Verwaltungsgeschichte
Auch wenn 1442 einmalig ein Dorfgericht erwähnt wird, bildete Puchheim nie eine unabhängige Hofmark. Bis 1852 unterstand der Ort der Starnberger Gerichtsbarkeit. Im Rahmen der administrativen Neugliederung des neu geschaffenen Königreichs Bayern wurde Puchheim 1808 dem Steuerdistrikt Germering zugeschlagen. Mit einer eigenen Pfarrei und rund 250 Einwohnern erfüllte der Ort die Voraussetzungen des zweiten bayerischen Gemeindeedikts von 1818, um als Ruralgemeinde (erweiterte Selbstverwaltungsrechte, Gemeindeversammlung aus allen stimmberechtigten Bürgern) geführt zu werden. Am 1. August 1952 wurden einige Gemeindeteile von Puchheim Bahnhof an die neu gegründete Gemeinde Gröbenzell abgetreten.

### Einwohnerentwicklung
Zwischen 1988 und 2018 wuchs die Stadt von 18.398 auf 21.531 um 3.133 Einwohner bzw. um 17 %.

## Politik

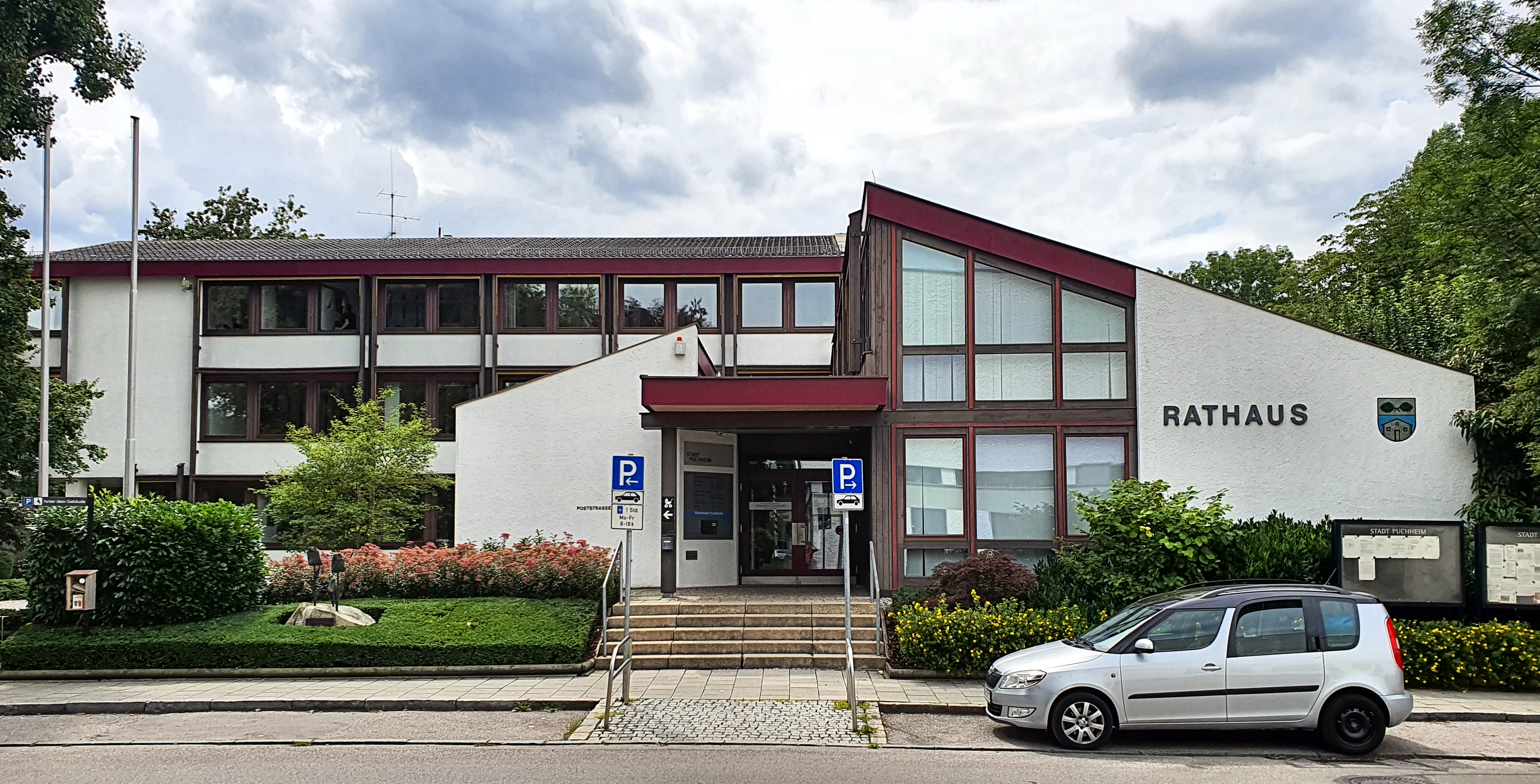
Rathaus, Poststr. 2

### Stadtrat
Der Stadtrat von Puchheim setzt sich aus 30 Ratsmitgliedern und dem Ersten Bürgermeister zusammen.
Die Gemeinderatswahl am 15. März 2020 führte bei einer Wahlbeteiligung von 55,2 % zu folgendem Ergebnis:
| Partei / Liste           | Stimmenanteil | Sitze |
| CSU                      | 28,8 %        | 9     |
| Grüne                    | 22,5 %        | 7     |
| SPD                      | 20,7 %        | 6     |
| Unabhängige Bürger (ubp) | 14,9 %        | 4     |
| Freie Wähler             | 9,2 %         | 3     |
| FDP                      | 3,9 %         | 1     |
| Gesamt                   | 100 %         | 30    |

### Bürgermeister
Erster Bürgermeister ist seit dem 18. September 2012 Norbert Seidl (SPD). Er erhielt 56,3 % der gültigen Stimmen. Sein Vorgänger war Herbert Kränzlein (SPD).
Nach der Kommunalwahl 2020 ist Manfred Sengl (Bündnis 90/Grüne) Zweiter Bürgermeister und Thomas Hofschuster (CSU) Dritter Bürgermeister.

### Wappen und Fahne
Puchheim führte lange Zeit kein eigenes Wappen. Erst am 11. September 1962 beschloss der Gemeinderat die Annahme eines solchen. Die Genehmigung durch das Bayerische Staatsministerium des Inneren erfolgte am 6. November 1963.
| Wappen von Puchheim | Blasonierung: „Unter silbernem Schildhaupt, darin zwei grüne Buchenblätter an gekreuzten Stielen, in Blau ein silbernes Haus.“                               |
| Wappen von Puchheim | Wappenbegründung: Beide stehen für die Bedeutung des Ortsnamens "Siedlung bei den Buchen". Die Farben Silber und Blau zeigen die Zugehörigkeit zu Altbayern. |

Der Stadtrat beschloss am 24. Juli 2012 die Annahme einer Gemeindeflagge in der Streifenfolge Blau-Weiß-Grün mit dem aufgelegten Stadtwappen. Zuvor hatte Puchheim inoffiziell eine weiß-blau gestreifte Flagge mit dem Gemeindewappen geführt.

### Städtepartnerschaften

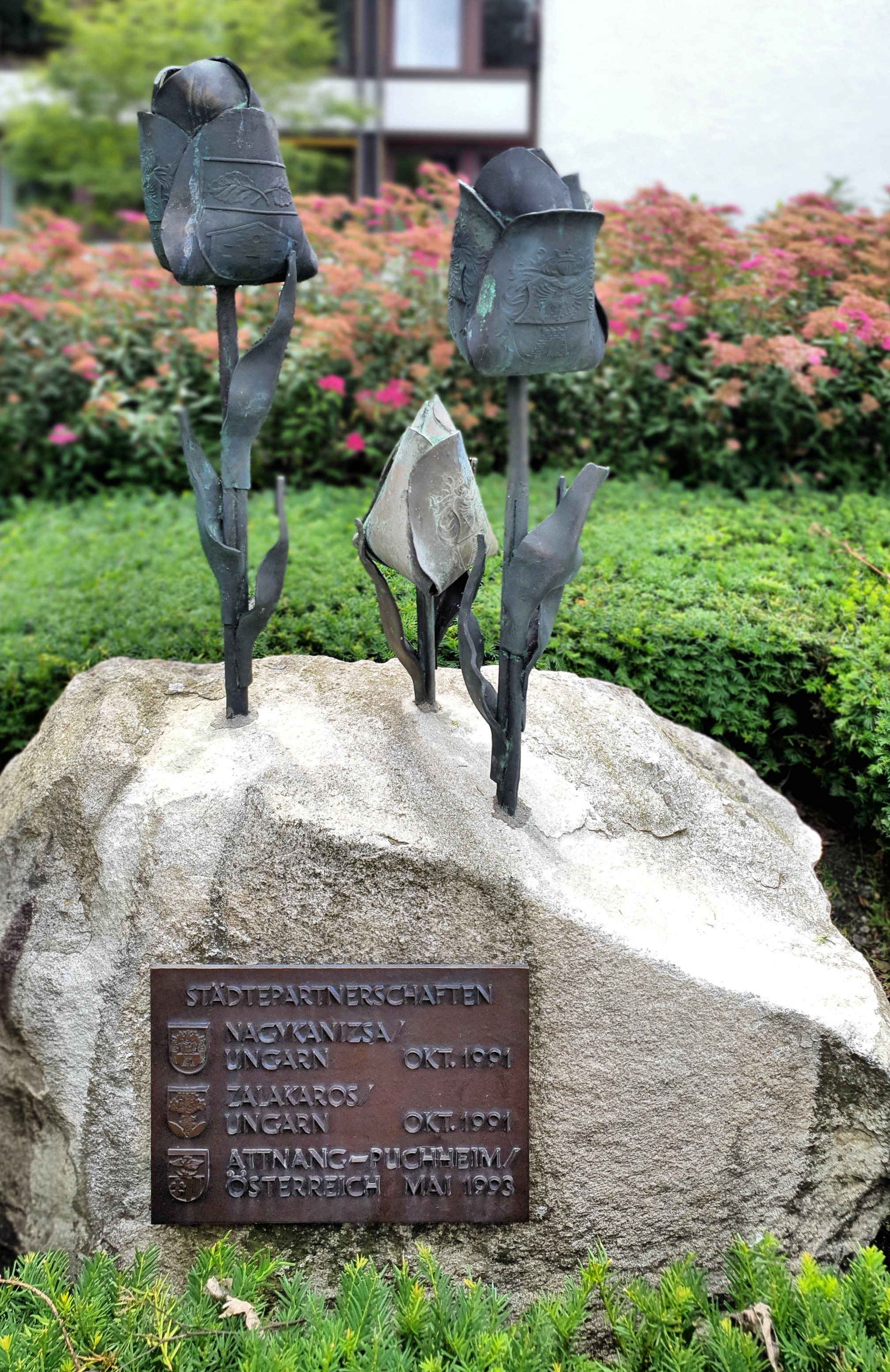
Gedenkstein Städtepartnerschaften vor dem Rathaus

Seit 1991 pflegt Puchheim Partnerschaften mit inzwischen vier Städten in ganz Europa. Im Jahr 2007 zeichnete der Europarat die damalige Gemeinde mit dem Europadiplom für die Vertiefung des Europagedankens aus. Im Jahr der Stadterhebung 2011 erhielt Puchheim die mit gold bestickte Ehrenfahne des Europarats für ihre langjährigen guten Beziehungen zu ihren Partnerstädten. Vor dem Rathaus wurde nach 1993 ein Denkmal mit einer Gedenkplatte mit den Namen der ersten drei Partnerstädten errichtet. Aus dem Stein ragen für jede Partnergemeinde eine metallene Tulpe mit deren eingeprägten Stadtwappen.
- Nagykanizsa, Ungarn (seit Oktober 1991)
- Zalakaros, Ungarn (seit Oktober 1991)
- Attnang-Puchheim, Österreich (seit Mai 1993)
- Salo, Finnland (seit 2011)

## Kultur
Neben den vielfältigen Veranstaltungen der örtlichen Vereine gestaltet die Gemeindeverwaltung mit einem Kulturprogramm im 1999 eröffneten Puchheimer Kulturcentrum (PUC) das kulturelle Leben am Ort mit. Durch Gastspiele und Eigenproduktionen wird hier ein breites Spektrum abgedeckt.
Seit 2006 veranstaltet das Puchheimer Netzwerk Kultur (ein Zusammenschluss örtlicher Kulturträger) mit dem bislang jährlich stattfindenden Event „Puchheim lebt!“ ein bürgerschaftliches Kulturprojekt, das von der Gemeinde unterstützt wird. Ziel ist es, allen ortsansässigen Kulturschaffenden über Generationen und Milieus hinweg eine gemeinsame Plattform bereitzustellen.

### Bauwerke

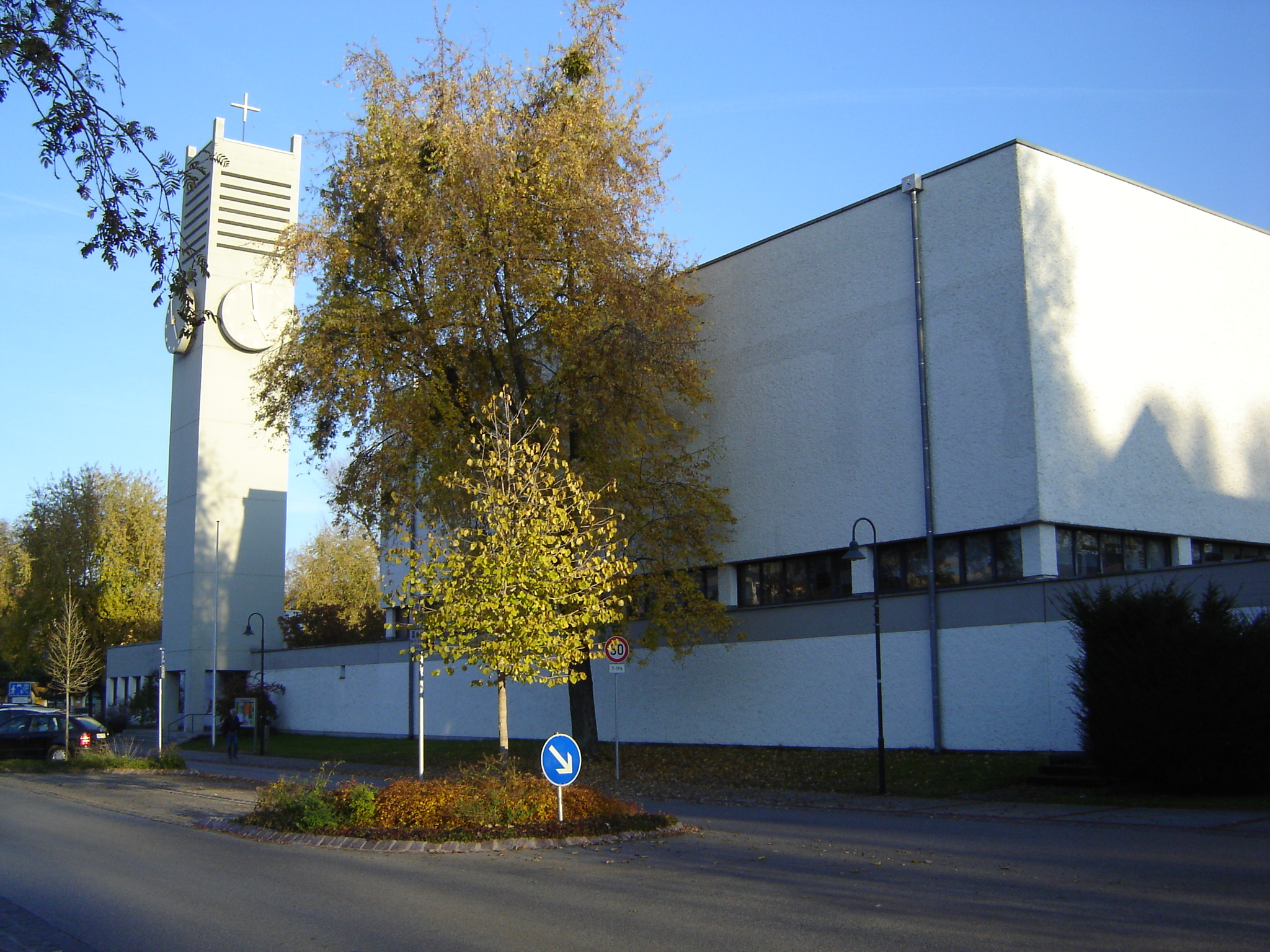
Pfarrkirche St. Josef in Puchheim-Bahnhof

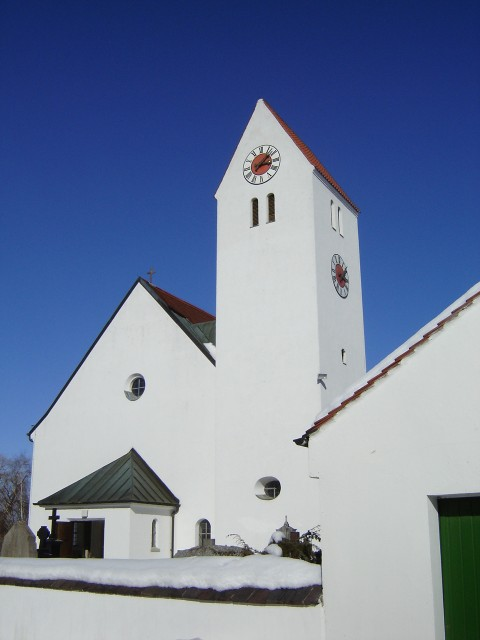
Pfarrkirche Mariä Himmelfahrt in Puchheim-Ort

Eine Kirche bzw. Kirchenbesitz in Puchheim-Ort wurde schon in der Ersterwähnungsurkunde Puchheims (948 bis 957) genannt, der Kirchturm der Kirche Maria Himmelfahrt ist gotischen Ursprungs und mindestens 750 Jahre alt. Die katholische Pfarrkirche St. Josef (Architekt: Günter Eisele) wurde 1966 eingeweiht. Die evangelische Auferstehungskirche wurde 1984 unter Betreuung des Künstlers Karlheinz Hoffmann fertiggestellt.

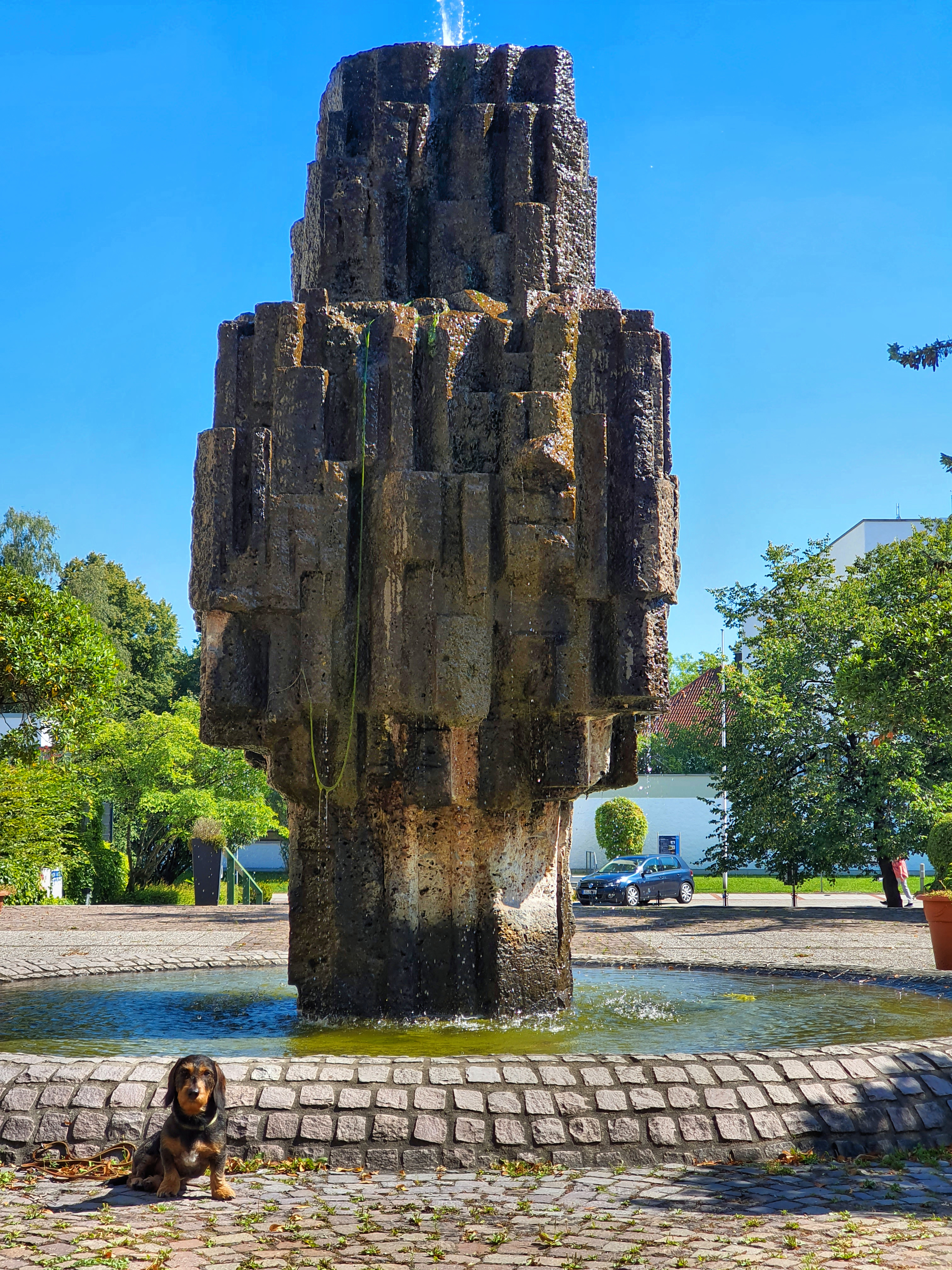
Brunnenanlage
am Alois-Harbeck-Platz 2020

Gegenüber der katholischen Pfarrkirche Sankt Josef befindet sich auf einem erhöhten Plateau, von Geschäften, Restaurants, sozialen Einrichtungen und Wohngebäuden umgeben, der Alois-Harbeck-Platz. In dessen Zentrum befindet sich eine große, von Moos und Flechten bewachsene Brunnenanlage. Am Brunnenrand ist eine Inschrift mit nachfolgendem Text eingelassen: „Diese Marktanlage wurde errichtet von Anna und Alois Harbeck Anno 1972.“ Die Eigentümerin Laura Stieber, die Tochter der Familie Harbeck, plante bereits 2019 den teilweisen Abriss und Neubau bzw. die Kernsanierung des gesamten Ensembles. Anfang 2020 war fast allen Ladengeschäften und den meisten Mietern gekündigt worden. Nach dem im Januar vorgestellte Bebauungsplan bleibt nur die hintere Wohnanlage erhalten. Ein Vollsortimenter mit 1200 Quadratmeter, ein fünfgeschossiges Hotel sowie eine siebenstöckige Wohnanlage soll entstehen.
1990 wurde nach Plänen des österreichischen Architekten Manfred Kovatsch die Siedlung Sprengerinstraße errichtet, die zahlreiche Architekturpreise erhielt.
Eines der wenigen noch erhaltenen Gebäude aus der Frühzeit des jüngeren Gemeindeteils Puchheim-Bahnhof ist das 1929 vom ortsansässigen Architekten Josef Steindl in einem sachlichen Heimatstil mit Anklängen an die Art-déco-Bewegung errichtete Schulhaus (heute Jugendzentrum). Es diente von 1946 bis 1955 zugleich als erster Sitz der aus dem Dorf Puchheim-Ort in die Siedlung verlegten Gemeindeverwaltung. Nachdem der Gemeinderat auf einer Klausur im Herbst 2008 mehrheitlich beschlossen hatte, im Rahmen der Ortsmittenplanung anstelle des Hauses einen Neubaukomplex zu errichten, hat sich eine Bürgerinitiative gegründet. Sie setzt sich für eine sinnvolle Weiternutzung des stadtgeschichtlich, architektonisch und städtebaulich bedeutsamen Hauses ein, eventuell in sensibler Kombination mit neuen Erweiterungsbauten. Im Herbst 2010 ergab ein von der Kommune in Auftrag gegebenes Gutachten die Sanierbarkeit und die Möglichkeit der weiteren Nutzung. Im Rahmen einer Bürgerwerkstatt zur Ortsmitte entstanden daraufhin im April 2011 fünf Planungsszenarien unter Erhalt des historischen Gebäudes, die dieses entweder als Kopfbau eines Bildungszentrums (Volkshochschule, Bibliothek und Musikschule) oder eines Rathausneubaus vorsehen. Der Stadtrat stimmte daraufhin im November 2011 für Erhalt und Sanierung im Zuge der Neugestaltung der Stadtmitte.

## Wirtschaft und Infrastruktur

### Wirtschaftsstandort
Im Gemeindegebiet sind derzeit 2289 Gewerbebetriebe ansässig. Mit einem Gewerbesteueraufkommen von rund 13,5 Mio. Euro (2006) gehört die Gemeinde im Landkreis Fürstenfeldbruck zu den wirtschaftlich bedeutendsten Kommunen.
Die Landkreise Fürstenfeldbruck, Dachau, Starnberg und die Landeshauptstadt München werden vom Bayerischen Wirtschaftsministerium und der IHK als Region mit einem ausgeprägten Cluster im Bereich der Laser/Optik/Photonik geführt. Zwei von acht Unternehmen (Scanlab, Alphalaser) mit Alleinstellungsmerkmal in der Region (weltweit führende Unternehmen in der entsprechenden Branche) sind alleine in den beiden Puchheimer Gewerbeparks angesiedelt. Weitere Unternehmen aus diesen Bereichen sind ebenfalls vor Ort ansässig. Die First Sensor AG aus Berlin betreibt einen Produktionsstandort in Puchheim, der hauptsächlich auf die Herstellung von Sensoren für die Medizintechnik ausgerichtet ist. Das Unternehmen Stemmer Imaging mit Sitz in Puchheim vertreibt Produkte für die Bildverarbeitung und fertigt einzelne Komponenten selbst.

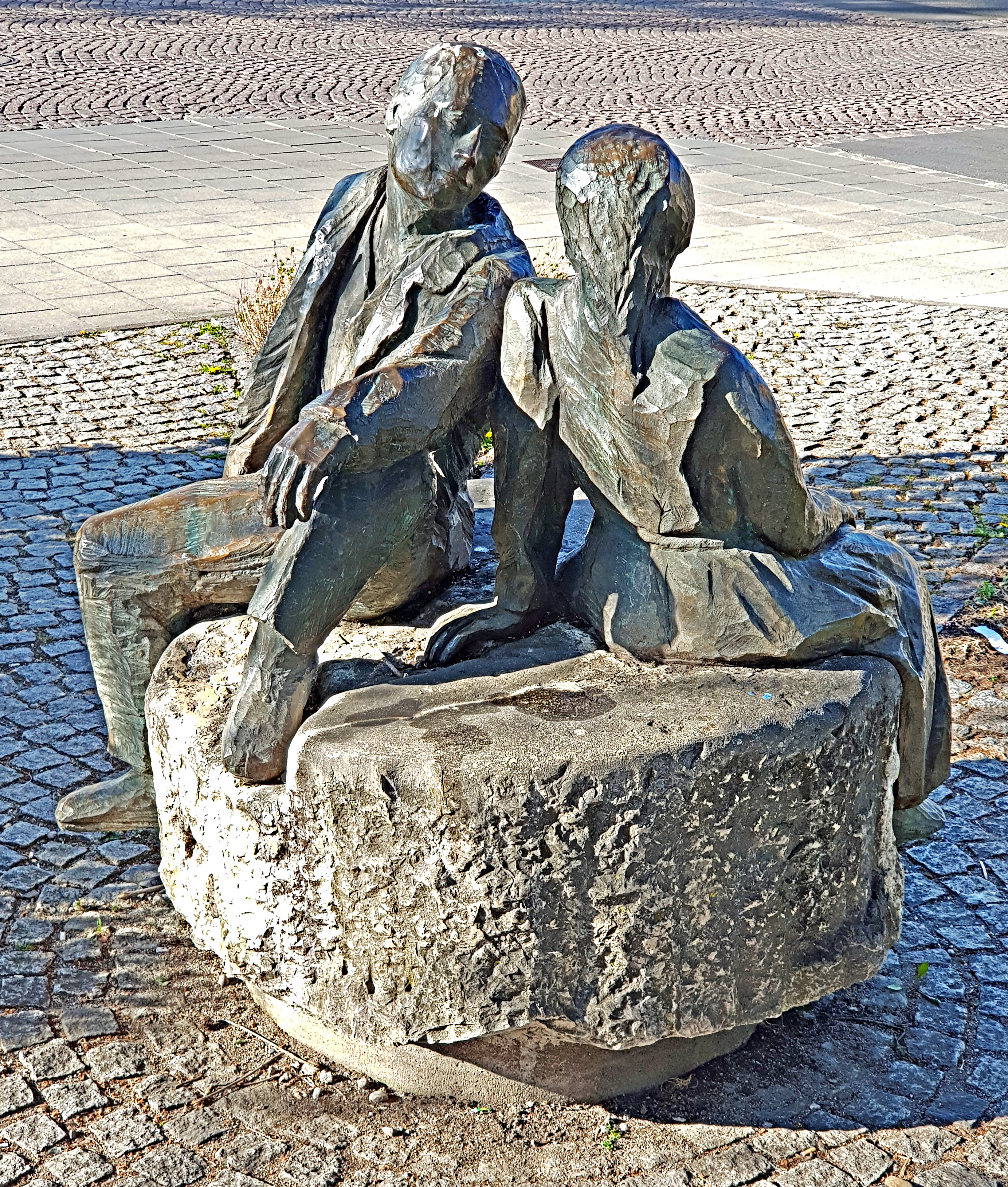
Skulptur Begegnung von Franz Hämmerle am Am Grünen Markt

Jeweils am Mittwoch und am Samstag findet am Am Grünen Markt seit 1975 ein Wochenmarkt mit größtenteils regionalen, frischen Waren statt.

### Verkehrslage
Bis 2010 führte die B 2 direkt durch Puchheim-Ort. Mittlerweile wird der Ortskern durch die 2010 neugebaute Umgehungsstraße der B 2 entlastet. Die B 2 bietet auch den Anschluss an die A 99. Puchheim liegt an der Bahnstrecke München–Buchloe und ist mit dem Bahnhof Puchheim an die S-Bahn München im Münchner Verkehrs- und Tarifverbund (MVV) angeschlossen.

#### S-Bahn
| Linie | Linienverlauf |
| ----- | --- |
| S4    | Geltendorf – Türkenfeld – Grafrath – Schöngeising – Buchenau – Fürstenfeldbruck – Eichenau – Puchheim – Aubing – Leienfelsstraße – Pasing – Laim – Hirschgarten – Donnersbergerbrücke – Hackerbrücke – Hauptbahnhof – Karlsplatz (Stachus) – Marienplatz – Isartor – Rosenheimer Platz – Ostbahnhof – Leuchtenbergring – Berg am Laim – Trudering (– Gronsdorf – Haar – Vaterstetten – Baldham – Zorneding – Eglharting – Kirchseeon – Grafing Bahnhof – Grafing Stadt – Ebersberg) |

#### Busverkehr
| Linie             | Linienverlauf | Betriebszeiten         | Betreiberfirma       |
| ----------------- | --- | ---------------------- | -------------------- |
| X80               | Puchheim (S) Süd – Lochhausen (S) – Untermenzing (S) – Moosach (S) [U]                                                                     | Montag bis Samstag     | MVG                  |
| 830               | Puchheim (S) Nord – Gröbenzell – Lochhausen (S)                                                                                            | täglich                | deu.mobil GmbH       |
| 832               | Puchheim (S) Nord – Puchheim, Obere Lagerstr. – Gröbenzell Bahnhof – Graßlfing – (zeitweise: Amperverband –) Olching (S)                   | Montag bis Samstag     | Griensteidl          |
| X850              | Fürstenfeldbruck (S) – Puchheim Ort – Germering-Unterpfaffenhofen (S)                                                                      | täglich                | Demmelmair           |
| 853               | Puchheim, Bgm.-Ertl-Str. – Puchheim (S) Süd – Puchheim Ort – Germering-Unterpfaffenhofen (S)                                               | werktags an Schultagen | Amperbus GmbH        |
| 854               | Puchheim (S) Süd – Gewerbepark Süd – Puchheim Ort, Vogelsangstraße                                                                         | Montag bis Samstag     | Amperbus GmbH        |
| 855               | Puchheim (S) Nord – Schulzentrum – Gewerbepark Nord – Puchheim (S) Nord (und zurück)                                                       | werktags               | Griensteidl          |
| 860               | Freiham (S) – Puchheim Ort – Eichenau (S) Nord – Graßlfing, Georgenstraße                                                                  | täglich                | Busverkehr Südbayern |
| 862               | Puchheim (S) Süd – Eichenau (S) Nord – Fürstenfeldbruck (S)(R)                                                                             | täglich                | Amperbus GmbH        |
| N80/ N81 Nachtbus | Pasing – Germering – Puchheim Ort – Gröbenzell – Lochhausen – Aubing – Langwied – Pasing (hier: Verlauf N80. N81 verkehrt entgegengesetzt) | täglich                | MVG                  |
| 8300              | RufTaxi des MVV im Landkreis Fürstenfeldbruck                                                                                              | täglich                | Geldhauser           |
| 8500              | RufTaxi des MVV (nur ab Puchheim Ort) | täglich                | Geldhauser           |

### Bildung
Im Gemeindeteil Puchheim Ort liegt die Laurenzer Volksschule (Grundschule). Für den Gemeindeteil Puchheim Bahnhof gibt es die Grundschule am Gerner Platz, die Grundschule Puchheim Süd sowie die Mittelschule Puchheim. Träger dieser Schulen ist die Stadt Puchheim.
Im gleichen Gemeindeteil nutzen das Gymnasium Puchheim (seit 1974/75) und die Realschule Puchheim (seit 1980) nebeneinander liegende Gebäudeteile des vom Münchener Architekten Cord Wherse entworfenen Schulzentrums. Träger der weiterführenden Schulen ist das Landratsamt Fürstenfeldbruck.
Weitere Bildungseinrichtungen sind die Musikschule Puchheim und die Volkshochschule Puchheim.